# Ледуховский, Мечислав Халька
Мечислав Халька Ледуховский (пол. Mieczysław Halka Ledóchowski; 29 октября 1822, Горки, Царство Польское, Российская империя — 22 июля 1902, Рим, королевство Италия) — польский куриальный кардинал и папский дипломат. Апостольский делегат в Колумбии с 26 сентября 1856 по 25 июля 1861. Апостольский делегат в Эквадоре, Боливии, Перу и Венесуэле с 26 сентября 1856 по 1 октября 1861. Титулярный архиепископ Фив Греческих с 30 сентября 1861 по 8 января 1866. Апостольский нунций в Бельгии с 1 октября 1861 по 8 января 1866. Архиепископ Гнезно и Познани и примас Польши с 8 января 1866 по 2 февраля 1886. Секретарь петиций и мемориалов с 24 марта 1884 по 4 марта 1885. Камерленго Священной Коллегии Кардиналов с 24 марта 1884 по 27 марта 1885. Секретарь бреве князьям с 4 марта 1885 по 26 января 1892. Префект Священной Конгрегации Пропаганды Веры и Священной Конгрегации Пропаганды Веры по делам восточного обряда с 26 января 1892 по 22 июля 1902. Кардинал-священник с 15 марта 1875, с титулом церкви Санта-Мария-ин-Арачели с 7 апреля 1876 по 30 ноября 1896. Кардинал-священник с титулом церкви Сан-Лоренцо-ин-Лучина с 30 ноября 1896. Кардинал-протопресвитер с 30 ноября 1896.